# A Invasão dos Discos Voadores
Earth vs. the Flying Saucers (prt: A Invasão dos Discos Voadores; bra: A Invasão dos Discos Voadores, ou Invasão de Discos Voadores) é um filme estadunidense de 1956, dos gêneros ficção científica e terror, dirigido por Fred F. Sears, com roteiro de George Worthing Yates e Bernard Gordon baseado no livro Flying Saucers from Outer Space, de Donald E. Keyhoe.

## Elenco
- Hugh Marlowe ....... dr. Russell A. Marvin
- Joan Taylor ....... Carol Marvin
- Donald Curtis ....... maj. Huglin
- Morris Ankrum ....... gen.-brigada John Hanley
- John Zaremba ....... Prof. Kanter
- Thomas Browne Henry ....... vice-almirante Enright
- Grandon Rhodes ....... gen. Edmunds
- Larry J. Blake ....... policial
- Charles Evans ....... dr. Alberts
- Paul Frees ....... Alien (voz)
- Clark Howat ....... sgt. Nash
- Alan Reynolds ....... maj. Kimberly
- Frank Wilcox ....... Alfred Cassidy

## Enredo
Quando foguetes de teste, que eram lançados para fora da Terra, começam a desaparecer, Dr. Russell A. Marvin começa uma investigação ao lado de sua esposa e assistente. Descobrem que os responsáveis são uma raça alienígena que quer dominar a Terra. Após a descoberta os aliens dão um ultimato e começam a atacar cidades terrestres. Em uma luta contra o tempo, Dr. Russell tenta descobrir um modo de derrotar os inimigos.

## Efeitos especiais
Nem mesmo o próprio Ray Harryhausen mestre do stop-motion, que trabalhou neste filme, gostou muito do resultado e, em sua biografia o situou no último lugar.
O animador produziu várias sequências dos discos voadores se chocando contra prédios governamentais e monumentos em Washington D.C.. Alguns bonecos animados foram usados para mostrar alienígenas saindo dos discos. Muitas cenas de arquivo também aparecem , particularmente nas cenas que mostram o uso de baterias M3 de 90 mm e um primitivo lançamento de míssil. Filmagens do naufrágio do couraçado britânico HMS Barham durante a Segunda Guerra Mundial foram usadas nas cenas em que um disco voador afunda um contratorpedeiro norte-americano. As sequências dos lançamentos de satélites eram na verdade as cenas de arquivo dos lançamentos dos foguetes Vikings e de uma V-2 alemã que fracassou.
A clássica aparência cinematográfica dos discos voadores (uma cabine central estática rodeada por um anel em rotação) foi derivada das descrições dadas pelo major Donald Keyhoe em seu livro .